# Aleksandar Hemon

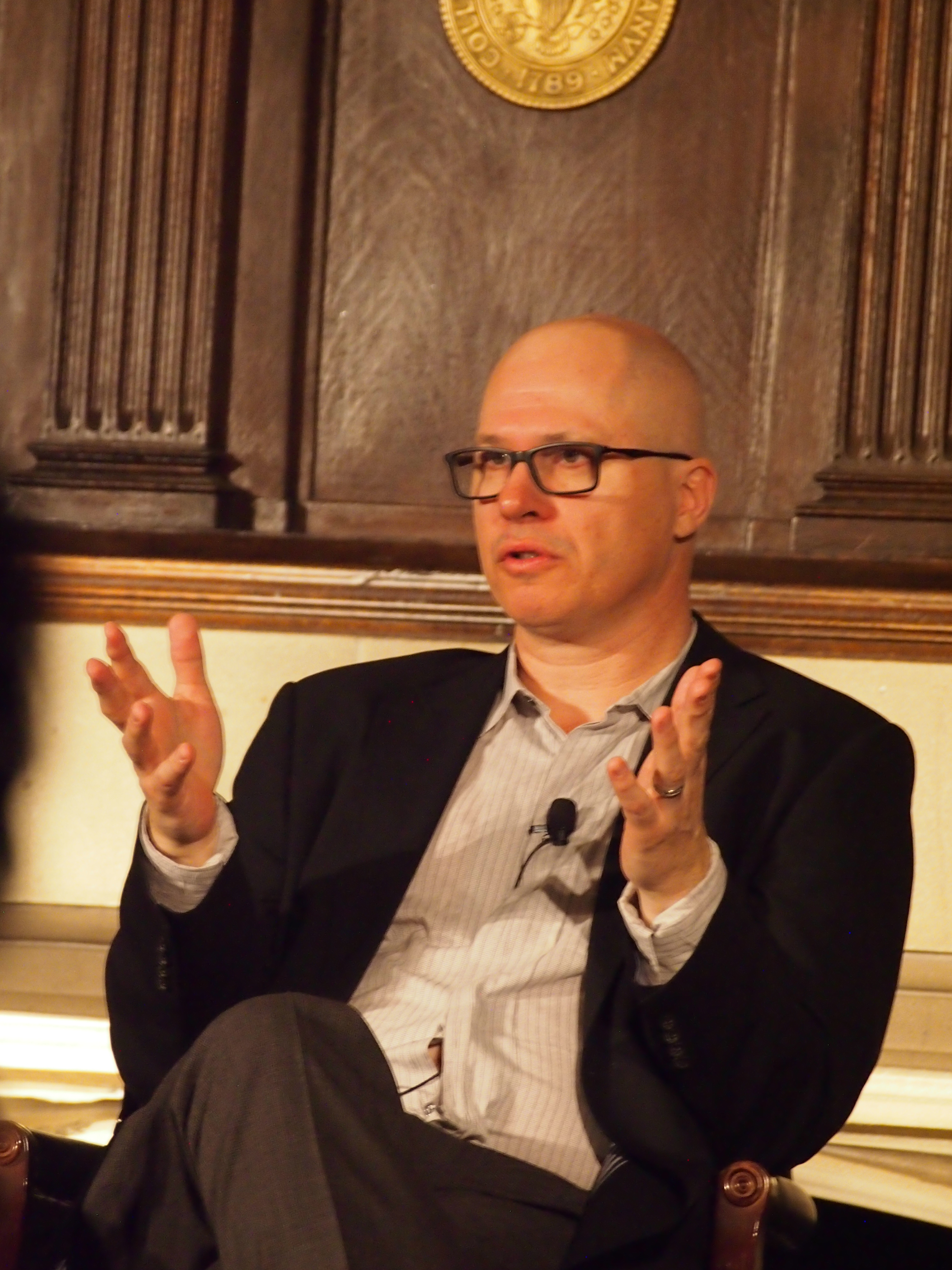
Aleksandar Hemon

Aleksandar Hemon (* 9. September 1964 in Sarajevo, Jugoslawien) ist ein bosnisch-amerikanischer Schriftsteller.

## Leben und Werk
Hemon kam 1992 als Stipendiat in die USA. Nach dem Ausbruch des Bosnienkrieges bekam er dort Asyl. Er lebt in Chicago und ist mit einer US-Amerikanerin verheiratet. Er schreibt in englischer Sprache. 
In seinen Werken finden sich oft autobiographische Elemente, so ist seine Figur Jozef Pronek in Die Sache mit Bruno und Nowhere Man auftretend, ein aus Sarajevo stammender US-Einwanderer in Chicago. In dem Roman Lazarus, in dem die Geschichte des 1908 in Chicago erschossenen jüdischen Einwanderers Lazarus Averbuch rekonstruiert wird und der 2011 den Premio Gregor von Rezzori erhielt, trägt Hemons literarisches Alter Ego den Namen Vladimir Brik. 
2021 erschien Meine Eltern/Alles nicht dein Eigen, zwei Titel und zwei Bücher in einem. In Meine Eltern schreibt Hemon Essays über die subjektiven Erinnerungen seiner Familie, über das Trauma ihrer Vertreibung und ihre Entwurzelung; in Alles nicht dein Eigen erzählt er seine eigene Kindheit in kurzen szenischen Momenten.
2004 war er MacArthur Fellow.

## Werke (Auswahl)
- Die Sache mit Bruno. Erzählungen (1999).
- Nowhere Man (2002), deutsch: Nowhere Man, Knaus Verlag, München 2006, ISBN 978-3-442-73345-3.
- The Lazarus Project (2008), deutsch: Lazarus, Knaus Verlag, München 2008, ISBN 978-3-8135-0329-6.
- Love and Obstacles Stories (2009), deutsch: Liebe und Hindernisse, Erzählungen, Knaus Verlag, München 2010, ISBN 978-3-8135-0330-2.
- The Book of my Lives (2013)
  - Das Buch meiner Leben. Übersetzung Matthias Fienbork. Knaus Verlag, München 2013, ISBN 978-3-8135-0491-0.
- The Making of Zombie Wars. Farrar, Straus & Giroux, 2015.
  - Zombie Wars. Übersetzung André Mumat. Knaus Verlag, München 2016, ISBN 978-3-8135-0697-6.
- My Parents: An Introduction / This Does Not Belong to You, 2019.
  - Meine Eltern / Alles nicht dein Eigen. Claassen-Verlag, 2021, ISBN 978-3-546-10045-8 (416 S., Übersetzt von Henning Ahrens).